# Anginopachria
Anginopachria – rodzaj wodnych chrząszczy z rodziny pływakowatych, podrodziny Hydroporinae i plemienia Hyphydrini.

## Taksonomia
Rodzaj opisany został w 2001 roku przez Günthera Wewalkę, Michaela Balke i Larsa Hendricha. Gatunkiem typowym jest Allopachria ullrichi Balke et Hendrich, 1999.

## Występowanie
Przedstawiciele tego rodzaju zamieszkują Azję Południowo-Wschodnią.

## Systematyka
Opisano dotąd 3 gatunki z tego rodzaju:
- Anginopachria prudeki Wewalka, Balke, Hájek & Hendrich, 2005
- Anginopachria schoedli Wewalka, Balke, Hájek & Hendrich, 2005
- Anginopachria ullrichi (Balke & Hendrich, 1999)